# 神宗 (宋)
神宗（しんそう）は、北宋の第6代皇帝。諱は最初は仲鍼(ちゅうしん)、後に頊(きょく)。

## 生い立ち
1066年に皇太子となり、翌年に英宗の崩御により即位した。

## 王安石の登用
即位後は地方で政務実績のあった王安石を登用し、国家再建に乗りだした。王安石による改革は「政・官・財・軍事」の仕組みを再編して朝廷を効率化し、結果として賦税負担を軽減することでの国の発展を目標とするものであり、神宗もその王安石の理念に同意し、全権を与えた。
しかし、改革は大地主や大商人をはじめ、皇族などの既得権益を犯す内容を含んでいたため、保守派から大きな反対運動が引き起こされた。官界でもその反対運動に参加するグループ（後に旧法派と称される）が誕生し、政務放棄により王安石へ対抗する。
王安石は宰相の権限を活用し、これらの反対勢力を徹底的に押さえ込んだ。そして司馬光・文彦博など反対派グループに次々と処罰を加えた。この時、図書館司書長という閑職に左遷された司馬光は、逆にこの機を利用して『資治通鑑』編纂を行い、他の旧法派官僚も民間で文学や詩文・絵画・教育など文人として活動し、社会に新しい潮流を生み出した。これは神宗と王安石が、旧法派の政治以外の社会的地位について保証し、活動の自由を与えたことによるものとも言える。王安石の時代を旧法派が弾圧された時代と負の面で評価されることもあるが、現実には旧法派も活動する時代であった。
神宗はこの旧法派の勢力に動揺したが、王安石による説得も行われ、新法運動は継続されてゆく。また新法実施地域を全国に拡大し、さらなる改革が行われた。また、旧法派に対抗するため王安石派の呂恵卿や曾布などの実務官僚を次々と抜擢していった。
しかし熙寧7年（1074年）、天災が相次ぎ、また新法派内部で政策意見の不一致が発生したことから、神宗は王安石を解任する。それでも王安石の同僚だった韓絳や腹心の呂恵卿が政権を担当し、新法運動は継続されていく。こうした中、翌年呂恵卿が上司に当たる韓絳と不和となり、独善的な政策決定を行い、新法活動を無力化しようとしていることに対抗すべく、再び王安石を登用し、政権運営をゆだねることとなった。
再度任用された王安石は、周辺諸国との外交交渉と貿易振興により辺境の安定を求め、軍事費を大幅に削減することに成功する。国内では旧法派を押さえ込んで新法の実施地域を拡大したことと銅銭大量発行効果が出てきたことで国家財政も好転、また賦税の負担を少なくすることで農村共同体の再生に成功し、治安も改善された。
しかし、今度は王安石を支持する新法党に内部分裂が発生し、権力闘争が引き起こされた。また、後継者である子の王雱が病死したことや、神宗自身が王安石の平和外交や政権運営方法に不満を示すようになり、王安石は新法への意欲を失い、朝廷から去ることになった。

## 元豊への改元
元豊と改元されると、改革は神宗が主導することで断続的に継続した（元豊の改革）。内部分裂した新法派も、神宗が直接統治を行ったことや、蔡確という実務官僚が登場してきたことにより、意見の集約が進むこととなった。神宗は既存の新法に加えて、改革により発生した財政的な余裕を活用した政策を実施していく。国内政府をより効率的に動かせるために官僚の員数を大幅に削減し、また朝廷による官僚管理も進められた。さらに青苗法や市易法などを一層改善し、民間経済に朝廷の影響力を強める施策がとられた。また王安石との相違点としては、軍事方面に注力したことが挙げられる。
元豊時代の政策は、神宗独自のものであると捉えられることがあるが、軍事面以外の政策は基本的に王安石の政策と類似したものであり、この時期の改革は新法を実情に合わせて修正したものである。そして神宗治世後半には新法が全国に適用され、北宋の全盛期を迎えることとなった。国内の改革に成功した神宗は、西夏への侵攻を計画する。しかしこの軍事行動は失敗に終わっている。
西夏との敗北を期に健康を害した神宗は、元豊8年（1085年）に38歳で崩御する。故郷で新法改革の進展を見ていた王安石は、神宗崩御の知らせを受けるやそのまま病床に就き、旧法派の宣仁太后が政権を掌握して新法を廃止したことを知り、そのまま病死した。神宗の死を境に、宋は急速に衰退していくこととなった。

## 評価
神宗は王安石を任用して新法改革を行い、宋を一時的に中興したことで高く評価されるが、その改革を巡って士大夫の党争が激しくなり、官人たちを分裂させ、また新法改革の「継承」にも失敗した面から、批評もなされることもある。
南宋において、北宋滅亡の原因は神宗による王安石変法と見なされ、後世の批判を受けることもあった。

## 在位中の宰相
- 韓琦
- 曾公亮（中国語版）
- 富弼
- 陳旭
- 韓絳（中国語版）
- 王安石
- 呉充（中国語版）
- 王珪（中国語版）
- 蔡確
- 韓縝（中国語版）
- 呂恵卿（参知政事）

## 宗室
- 正室：向皇后（欽聖憲粛皇后）
  - 長女：延禧公主（淑懐帝姫） - 早世
- 側室：朱徳妃（贈欽成皇后）
  - 六男：延安王 趙傭（哲宗） - 第7代皇帝
  - 六女：鄆国長公主（賢康帝姫）
  - 八女：邠国長公主（賢宜帝姫） - 夭折
  - 十三男：楚栄憲王 趙似
  - 十女：徐国長公主（賢静帝姫） - 潘意に降嫁した。
- 側室：陳美人（贈欽慈皇后）
  - 十一男：端王 趙佶（徽宗） - 第8代皇帝
- 側室：婕妤 林貞（贈貴妃）
  - 七女：邢国長公主（賢令帝姫）
  - 十二男：燕王 趙俁
  - 十四男：越王 趙偲 - 神宗の遺腹の末子
- 側室：賢妃武氏（贈恵穆貴妃）
  - 九男：呉栄穆王 趙佖
- 側室：貴妃宋氏
  - 長男：成王 趙佾 - 夭折
  - 三男：唐哀献王 趙俊 - 夭折
  - 四女：潭国長公主（賢孝帝姫）
- 側室：婉儀邢氏（贈懿穆貴妃）
  - 次男：恵王 趙僅 - 夭折
  - 五男：冀王 趙僩 - 夭折
  - 七男：豫悼恵王 趙價 - 夭折
  - 八男：徐沖恵王 趙倜 - 夭折
- 側室：婉容張氏（贈懿静淑妃）
  - 次女：宝慶公主（賢恪帝姫） - 夭折
- 側室：楊氏（贈懿静貴妃）- 即位前の側室
- 側室：昭儀勾氏
- 側室：婕妤朱氏
- 側室：婕妤郭氏
  - 十男：儀王 趙偉 - 生後間もなく夭折
- 側室：美人 銭格非（贈婕妤）
- 側室：郜蔡奴
- 側室：景氏
- 生母不詳の子女
  - 四男：褒王 趙伸 - 生後間もなく夭折。
  - 三女：燕国長公主（賢穆帝姫） - 韓琦の子の韓嘉彦に降嫁した。
  - 五女：潞国長公主（賢寧帝姫）
  - 九女：兗国長公主（賢和帝姫）